# يعقوب جانكتو
يعقوب جانكتو (بالتشيكية: Jakub Jankto)‏ (19 يناير 1996 التشيك - ) هو لاعب كرة قدم تشيكي، يلعب كلاعب وسط.

## روابط خارجية
- يعقوب جانكتو على موقع الاتحاد الدولي (مؤرشف)  (الإنجليزية)
- يعقوب جانكتو على موقع الاتحاد الأوربي (الإنجليزية)
- يعقوب جانكتو على موقع الاتحاد التشيكي (الإنجليزية)
- يعقوب جانكتو على موقع إي إس بي إن إف سي (الإنجليزية)
- يعقوب جانكتو على موقع قاعدة بيانات كرة القدم.إي يو (الإنجليزية)
- يعقوب جانكتو على موقع ليكيب (الفرنسية)
- يعقوب جانكتو على موقع ناشيونال فوتبول تيمز (الإنجليزية)
- يعقوب جانكتو على موقع Soccerbase.com (لاعب) (الإنجليزية)
- يعقوب جانكتو على موقع Soccerway.com (الإنجليزية)
- يعقوب جانكتو على موقع عالم كرة القدم.نت (الإنجليزية)